# Negru Vodă
Negru Vodă, sobrenomenat Radu Negru o Radul Negrul Voievod, va ser, segons la llegenda, el fundador i primer senyor de Valàquia. La seva existència real és controvertida, sent objecte de diverses investigacions d'historiadors romanesos i estrangers. Alguns historiadors donen suport a la hipòtesi que Negru Vodă és només un sobrenom de personatges diferents o fusionats, atribuït a Thocomer, Basarab I o fins i tot a Radu I.
La llegenda del mestre Manole també esmenta a Negru Vodă com el que va ordenar la construcció del monestir de Curtea de Argeș.

## Mencions en fonts històriques
- El document de la primavera de 1291, pel qual Ugrinus és posat en possessió de les dues finques del comtat de Făgăraș després de la sortida de Negru Vodă;
- La Crònica de Nicefor Gregoras, que esmenta l'existència d'un príncep de Valàquia cap al 1300;
- La inscripció a la tomba de Laurentiu de Longo Campo (Câmpulung) del 1300;
- La menció de Valàquia i un gran líder d'aquesta, el 1307, a la crònica d'Ottokar d'Estíria;
- La inscripció al frontispici de l'Església de Câmpulung que esmenta l'any de la seva consagració, 1315;
- El document emès el 1332 per la cancelleria reial hongaresa, en el qual s'esmenta Radu Negru com a Tatomir;
- La crònica de Nicolo Luccari, de 1352, que identifica a Radu Negru com el fundador de Valàquia;
- L'escriptura de 1549 de Mircea Ciobanul, que confirma l'existència d'actes de donació des de l'època de Negru Vodă;
- Hrisov de 1558, idem, el mateix governant Mircea Ciobanul;
- el 1569, el governant Alexandru II Mircea torna a confirmar l'escriptura de donació de Negru Vodă;
- En 1585, Lord Jacques Bongars va visitar les ruïnes de la fortalesa de Negru Voda;
- El 1618, Gavrilă Movilă va confirmar una escriptura de donació feta per Nicolae Alexandru Basarab, «el nebot del difunt Negru Radul Voievod»;
- Matei Basarab, confirma l'any 1646 l'existència a la cancelleria reial d'alguns documents de l'època de Negru Vodă;
- A la Crònica de Valàquia de Macarie Zaim, escrita cap a 1640-1650, escriu sobre Ankro Voivod (Negru Vodă);
- Cap a 1660, Pau d'Alep escriu sobre el «Voivode negre, és a dir, el Senyor Negre»;
- El 1656, els monjos de Bărătia van presentar un document autentificat amb el segell de Negru Vodă, comtat de Ghergina;
- El 1659, Mihnea Vodă reforça els privilegis de la gent de Câmpulungen, basant-se en "l'acte de Negru Vodă"
- Les Cròniques de Cantacuzino i la Crònica de Băleni, escrites cap al 1665 - 1678, esmenten a Radu Negru Voievod com a desmuntador;
- El 1682, Gheorghe Duca va reforçar els privilegis de la gent de Câmpulungen basant-se en l'acte de Negru Vodă;
- La crònica dels frares franciscans de 1764, esmenta la fundació de la ciutat de Câmpulung per Radu Negru.

Mestre del comtat d'Amlaș i del comtat de Făgăraș a Transsilvània, hauria tingut la seva residència inicial a Făgăraș. Aquests territoris romanen durant certs períodes dominis dels governants de Valàquia. A més de la fortalesa de Făgăraș, hauria governat altres tres fortaleses al comtat de Făgăraș:
- La primera és la fortalesa de Breaza, on hi havia una antiga fortificació dacia. Aquesta fortalesa es va desenvolupar en diverses fases. En una primera fase hi havia una fortalesa de les terres del segle IX-X construïda per la població protormanesa. Més tard, entre els segles XIII i XIV, es va construir la fortalesa de pedra.
- La segona fortalesa és la fortificació de Comana de Sus, més antiga i més ampla en planimetria, construïda amb gran habilitat sobre la configuració natural del terreny.
- La tercera fortalesa és Colţul Berzei, prop de Sâmbăta de Sus, Brașov.

Les fortaleses medievals romaneses de la regió d'Amlaș, de Sibiel i de Tilișca també podrien haver estat en el seu poder.
El 1290, els Carpats de Făgăraș van passar, desmuntant a Câmpulung, fundant un nou voivodat. Després es va traslladar a Curtea de Argeș.

Va permetre als habitants saxons mantenir el seu camarada (líder), Laurențiu, que va morir el 1300 i va ser enterrat a l'església de Bărăția a Câmpulung de ritu llatí. El seu "descavalcat" hauria posat les bases de la Valaquie, la independència de la qual seria establerta per Basarab I, l'any 1330.
| «                           | I quan van ser en el transcurs dels anys des d'Adam 6798, essent a la terra hongaresa un voivoda que l'anomenava Radul Negrul Voievod, gran heretge per Almaș i per Făgăraș, van arrelar d'allà amb tota la seva casa i moltes multituds: romanesos, papistes, saxons, de tota mena de gent, baixant a l'aigua de Dâmboviții, van començar a fer un nou país. | » |
| — Letopisețul Cantacuzinesc | |   |

| «                      | Quan va ser el transcurs dels anys des d'Adam 6798, Radul Vodă Negrul, que tenia el seu seient a Făgăraș de les propietats i avantpassats dels romanesos, que havien vingut de Roma, en temps de Trajà l'emperador romà va comptar per moure el seu seient. allà, sobre les planes. | » |
| — Crònica de Bălenilor | |   |

## La tradició històrica sobre la fundació de Valàquia
- El primer intent del voivoda Litovoi d'establir un estat independent (1277) va ser seguit per un altre que la tradició històrica, ens va arribar a través de l'obra dels cronistes (Ion Dobrescu i altres) a partir del segle XVII, anomena "desmuntat". Segons la tradició, Negru Vodă, un voivoda romanès del comtat de Făgăraș, va travessar els Carpats fundant un nou estat a la regió de Câmpulung (1290). Posteriorment, el poder del voivoda es va estendre primer cap a ponent (zona d'Oltènia) i després cap a l'est. La capital es va establir a Curtea de Argeș. La tradició històrica es basava en els testimonis de la gent gran transmesos oralment i, probablement, en documents escrits que no ens han arribat. Està confirmat per descobriments arqueològics. En aquella època, tant Câmpulung com Curtea de Argeș eren assentaments florents; aquí es van descobrir els vestigis d'algunes corts reials. La investigació de l'ADN del cos de la tomba de Negru Vodă no va donar lloc a elements que el vinculessin genèticament amb els cumans[3]

| «                                                   | Aquest és Radul Negru Voevod, que primer va ser el senyor de Valàquia | » |
| — Crònica de Ion Dobrescu (principis del segle XIX) |                                                                       |   |

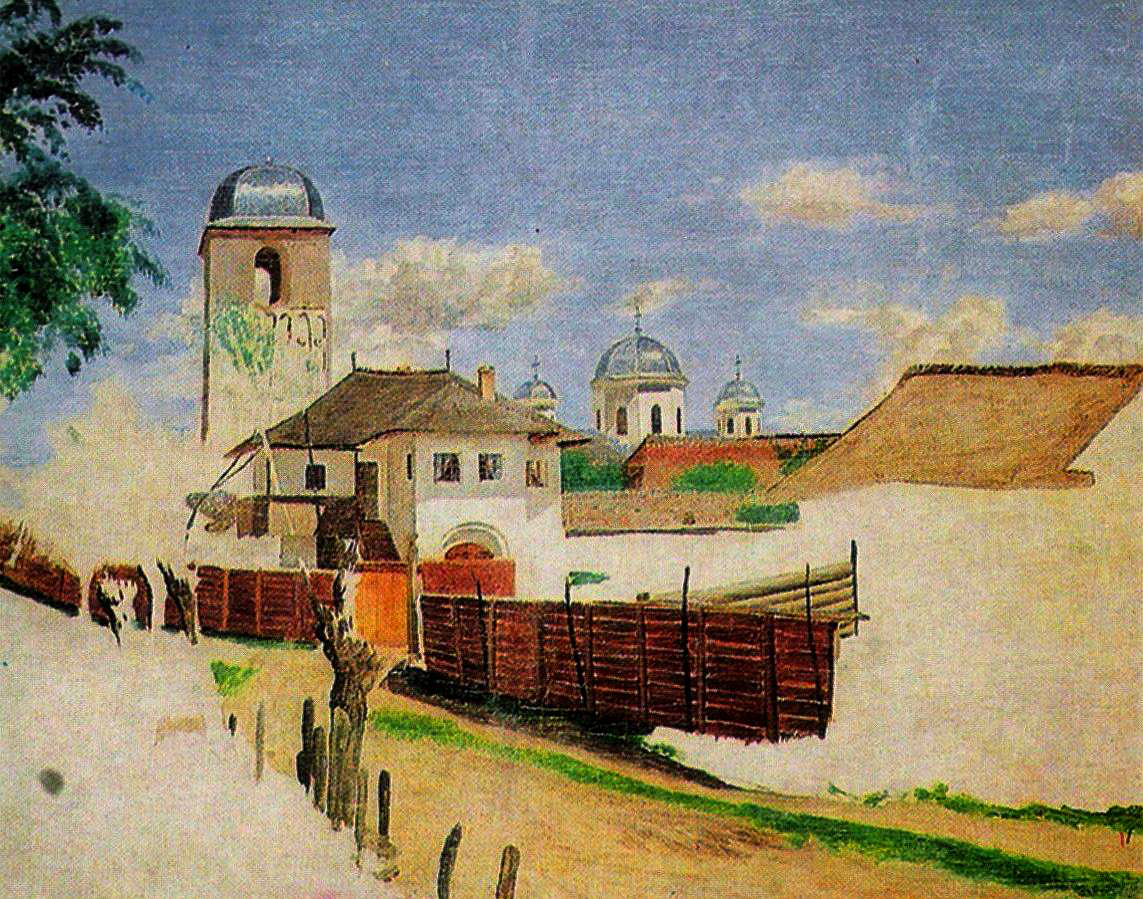
Ion Negulici - "Església de Câmpulung", fundació atribuïda a Negru Vodă

Com a tema, el nom de Negru Vodă s'ha conservat en diversos llocs, especialment a Muscel: La Ciutadella de Negru Vodă, citada el 1585 i 1595, així com en els escrits de Pau d'Alep i el majordom Constantin Cantacuzino, així com l'ermita de Negru Voda. A Făgăraș és coneguda la fortalesa de Negru Vodă de Colţul Berzei, prop de Sâmbăta.
En suport de l'existència d'una llegenda de Negru Vodă, val la pena esmentar el descobriment d'una església rupestre a Valea Râului Doamnei, a uns 30 km al nord-oest de Câmpulung, prop de l'anomenada fortalesa de Negru Vodă de Cetățeni-Stoienești, a Corbii - de-Pedra. Així ho va investigar Carmen Laura Dumitrescu També cal esmentar els articles de GD Florescu i Dan Pleșia: Negru Vodă, una figura històrica real i The Ancient Foundations of Wallachia. En el seu article de Magazin istoric nr.8 / 1970, GD Florescu i Dan Pleșia esmenten l'escriptura del 13 de novembre de 1618 donada a l'església príncep de Câmpulung "fundada i construïda pel difunt Negrul Radu Voievod" per al poble de Bădești de Muscel que havia estat conquerit durant el regnat d'Alexandru Mircea (1568-1577) pel gran majordom Badea Boloșin. En l'escriptura és cert que el poble pertanyia a l'església, a la qual li havia donat "el difunt Io Nicolae Alexandru Voievod, fill de l'antic Basarab Voievod, nebot de Radu Voievod Negru que està enterrat en aquesta santa església". En el judici, l'església també va presentar el llibre de regals de Nicolae Alexandru de 6860 (1351-1352).
El llibre del comtat [governant d'una ciutat] Gherghina de Câmpulung (a partir de maig de 1656) mostra que des de l'orde reial va investigar juntament amb els feligresos i els ancians de la ciutat la queixa dels Barate i van confirmar que “aquesta església anomenada Cloșter va ser fet per la senyora Marghita, la senyora Negrului Voda, que aquella dama era una catòlica que l'anomenava papa”. A partir d'aquest certificat, Constantin Vodă Șerban reforça a l'església dels Barați els llocs de Câmpulung que "van tenir la misericòrdia de la difunta senyora Marghita, que era catòlica, del difunt Voivode Negre".